# Felsőnyék
Felsőnyék là một thị trấn thuộc hạt Tolna, Hungary. Thị trấn này có diện tích 32,02 km², dân số năm 2010 là 1025 người, mật độ 32 người/km².